# Свобода или смърт (1903)
Вижте пояснителната страница за други значения на Свобода или смърт.
„Свобода или смърт. Бунтовен лист“ е български вестник, нелегален орган на Вътрешната македоно-одринска революционна организация, излизал през 1903 година.
Вестникът е списван от поета революционер Пейо Яворов с помощник кукушанина Димитър Кирлиев. Вестникът се хектографира с помощта на желатин и излиза седмично в около сто броя.
Първият брой на вестника излиза на 10 февруари 1903 година като е подготвен по време на срещата на четите от Серския революционен окръг в Каракьой, а е отпечатан в Крушево. Кирил Николов Хаджиев твърди, че вестникът е подготвян в Лехово, под прякото ръководство на председателя на революционния комитет Никола Хаджиев в различни къщи на селото – при Папа Стоян, при Костадин и Никола Балеви, при Никола Хаджиев. Яворов живее при Хаджиев от февруари до Великден, когато държи слово в църквата на Лехово, след което се мести при Папа Стоян, където остава до Гергьовден. Тиражът на първия е брой е 41 екземпляра.
В уводната статия на брой №1 Яворов пише:
| „ | И тъй нека знаем длъжността си: работа без страх! Нека видим своя път: всякога напред! Нека помним и целта си: свобода или смърт! | “ |

От вестника излизат 12 броя – последният на 21 април 1903 година. В някои от броевете са отпечатани и стихове на Яворов като „Ден денувам – пътища потайни“, „Сън сънувах“ и други. 
Самият Яворов описва издаването на „Свобода или смърт“ в своите „Хайдушки копнения“:
| „ | През това време – април 1903 – вече три месеца аз „просвещавах“ народа в Турско, издавайки седмично по един брой от хектографическия лист „Свобода или смърт?“ – форматно почти еднакъв с малък, четиристраничен софийски вестник. От село на село, все така: потряба ли да напуснем едно място, аз – писача, и Мицо Кирилиев – преписвач, ние се измъкваме дебном с първи мрак и вземаме пътя към друга стряха – близка един или далечна единайсет часа. Един куриер напред, разклатил глава в широка и безшумна стъпка, развява срещу вятъра изтънелите криле на износен клашник и наподобява из тъмнината птица, която не може да хвръкне. Подир него аз и Мицо, огърнати в широки кепета, провесили манлихери зад рамо, току се препъваме из непознатия път и шепнем проклятия по царски адреси. А подир нас втори куриер води муле, натоварено с „печатарските“ ни принадлежности: тенекиена форма за разливане хектографическата смес, рибена туткал, глицерин, всевъзможни мастила, хартия – и най-после една-две бомби за в случай, че редакцията се озове натясно... Вече настанени, ние залавяхме работа – грижите около „вестника“. Прегънат надве и сложил хартия на коляно, или изтегнат по гърди, аз пиша уводната статия и подавам едно по едно дребни листчета на Мица. Застанал на колене пред газов сандък, той преписва с хектографическо мастило върху голям лист, като извива мъченически врат и дъвче език. Някой от двамата куриери, които местния комитет туря в разположение на „редакцията“ още с присти-гането ни, седи на прага и кърпи цървули или дяла клечка. Но Мицовото перо захваща да провлача влакна от хартията и той ръмжи, чистейки го в късче плат, докато успее да нашари с мастило вред, дето го е прихапало да се почеше. Най-сетне писането ни омръзва— и разхождайки се един срещу други като вълци из клетка, ние подлавяме тихо някоя харамийска песен заглушавана от ударите на стана вън, дето работната домакиня е заседнала още призори. След почивката Мицо сяда отново пред сандъка, аз се изтягам по очи на земята и пак пишем... Уводната статия готова, следваше отдела „Революционна хроника“, после „Народни страдания“ най-сетне едно стихотворение – дълго колкото останалото място. В тоя ред „вестника“ се нагласяваше да служи повече за агитаторите, отколкото пряко на населението. Отхектографиран в стотина екземпляра – и при най-затруднителни обстоятелства, това биваше вече извършено към събота-неделя, – ние го пущахме понеделник заран по четирите македонски ветрища. | “ |

Вестникът информира за положението на българското население в Македония и особено в Серския революционен окръг, където се издава, като защитава преобладаващо българския характер на областта и се обявява против политиките на балканските държави Сърбия, Гърция и Румъния по Македонския въпрос и гръцката и сръбската пропаганда. По повод десетгодишнината на Вътрешната организация, вестникът смята, че тя влиза в нова фаза на развитие и приканва българите към решителна борба за освобождение. Вестникът е противник на Върховния комитет и на организираното от него Горноджумайско въстание през 1902 година и приветства разтурянето на комитета.